# Sandrine Laroza
Sandrine Laroza est une lutteuse française.
Aux Championnats d'Europe, elle remporte la médaille d'argent en lutte féminine dans la catégorie des moins de 53 kg en 1988 à Dijon.